# Bahnhof Störnstein
Der Bahnhof Störnstein ist ein ehemaliger Bahnhof in der Oberpfälzer Gemeinde Störnstein, östlich der Staatsstraße 2395.

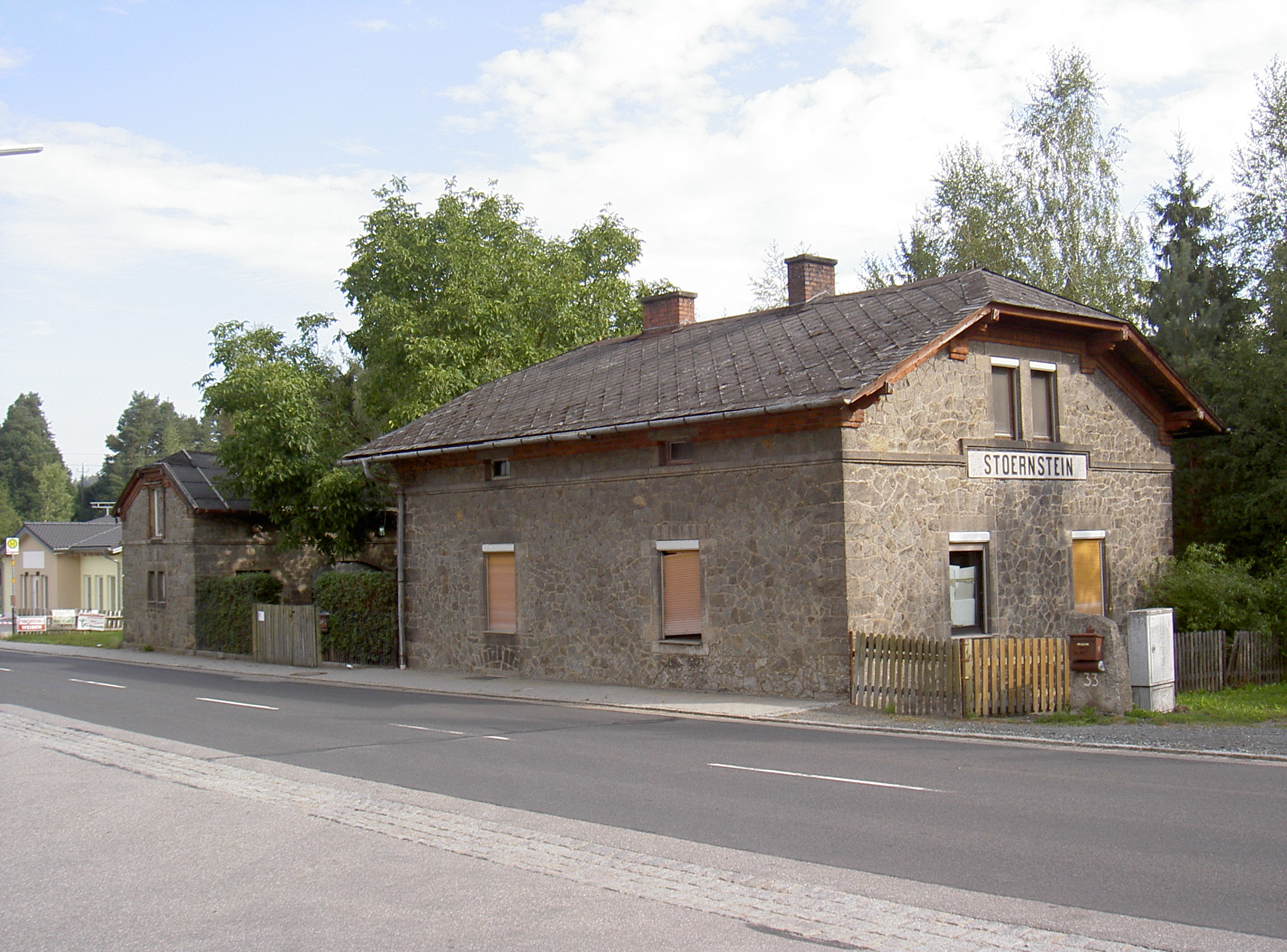
Bahnhof in Störnstein

## Geschichte
Der Bahnhof wurde 1886 im Zuge des Baus der Bahnstrecke Neustadt (Waldnaab)–Vohenstrauß errichtet. Er ging mit der Eröffnung der Strecke am 16. Oktober 1886 in Betrieb. Im Mai 1992 wurde der Personenverkehr auf der Strecke eingestellt. 1995 wurde auch der Güterverkehr aufgegeben.

## Beschreibung
Mit seinen vier Weichen war der Bahnhof eine typische bayerische Lokalbahn-Gleisanlage. Das Empfangsgebäude ist ein erdgeschossiger Kniestockbau mit flachem Halbwalmdach aus Polygonalmauerwerk mit Backsteintraufgesims. Zugehörig ist ein erdgeschossiges Waschhaus, das zeitgleich in gleicher Bauweise entstand. Sowohl das Empfangsgebäude wie auch das Waschhaus sind eingetragene Denkmalschutzobjekte des Bayerischen Landesamtes für Denkmalpflege.